# Шифон
Шифонът е лек, фин и прозрачен плат, изтъкан от памук, коприна или синтетични влакна. Тъче се от фина, но здраво усукана прежда.
Шифонът трудно се поддава на обработка, но той пада на дипли и изглежда добре. Въпреки малкото си тегло той е доста здрав.
Използва се за вечерни тоалети, вечерни блузи, пасмантерия, шалове и пеньоари. Намира сериозно приложение в колекциите висша мода на Карл Лагерфелд за „Шанел“, Джон Галиано за „Кристиан Диор“, Кристиан Лакроа, Валентино, както и в произведенията на българските дизайнери Невена Николова, Жана Жекова, Виргиния Здравкова, Мария Недкова, Фани Пападопулу, и др.